# Matt Lanter
Matthew Mackendree "Matt" Lanter (Massillon, Ohio, 1 april 1983) is een Amerikaans acteur die vooral in televisieseries te zien is.

## Biografie
Lanter is een zoon van Joseph 'Joe' Lanter en Jana Burson. Op achtjarige leeftijd verhuisde hij naar Atlanta, Georgia. In 2001 studeerde Lanter af aan de Collins Hill High School. In zijn vrije tijd speelde hij honkbal, voetbal en golf. Hij studeerde aan de University of Georgia.
Zijn debuut maakte hij in de animatiefilm Star Wars: The Clone Wars. Hij sprak de stem van Anakin Skywalker in.